# Emanuel Brâncoveanu
Emanuel sau Manolache Brâncoveanu (pe la 1750-25 Aprilie 1811) a fost fiul lui Constantin III Brâncoveanu și stră-nepot al lui Constantin Brâncoveanu. A fost comte de Ungaria și Principe al Sfântului Impreiu Roman în 1807. A fost căsătorit cu Zoe, fiica lui Dumitru Sturdza, ginerele lui Grigore II Ghica. El a avut 3 copii, Grigore Brâncoveanu, caimacam, Elena Cantacuzino-Pașcanu și Maria Băleanu.